# Rudgea ceriantha
Rudgea ceriantha är en måreväxtart som beskrevs av Karl Moritz Schumann. Rudgea ceriantha ingår i släktet Rudgea och familjen måreväxter.
Artens utbredningsområde är Peru. Inga underarter finns listade i Catalogue of Life.